# Балтійський флот Російської імперії
Балтійський флот Російської імперії — один з флотів російського імператорського флоту, створеного на Балтійському морі в 1703 році.

## Історія

### XVIII століття
Імперський російський Балтійський флот був створений під час Великої Північної війни за ініціативою царя Петра Першого, який наказав побудувати перші кораблі для Балтійського флоту на Лодєйному Полі в 1702 та 1703 рр. Прийнято вважати, що датою заснування Балтійського флоту було 18 травня 1703 року, коли невелика флотилія під командуванням Петра I із солдатами Преображенського і Семенівського полків здобула першу бойову перемогу, захопивши в гирлі річки Нева два шведських військових кораблі.
Першим командиром військово-морських сил на Балтиці став голландський адмірал, Корнелій Крюйс, якого в 1723 році змінив граф Федір Апраксін. У 1703 році у Кронштадті була розгорнута основна база флоту. Однією з перших дій флоту було взяття Шліссельбурга. Оскільки територія на захід навколо Фінської затоки була здобута Росією для створення морського незамерзающего порту, що давав доступ для його купців та нарощування військово-морських сил, було побудовано місто Санкт-Петербург та почалося будівництво великого порту. З 1704 року розпочалося будівництво Адміралтейської верфі в Петербурзі, що стала центром кораблебудування в Росії.
Балтійський флот почав отримувати нові судна в 1703 р. Першим кораблем цього флоту був трищогловий фрегат «Штандарт», що став флагманом флоту. За час Великої Північної війни 1700—1721 років за сприяння Балтійського флоту були взяті Виборг, Ревель, Рига, Моонзундські острови, Гельсінгфорс, Або; на море були здобуті перемоги при Гангуті (1714), Езелі (1719), Гренгамі (1720). До 1724 року флот вже мав у своєму складі 141 вітрильний військовий корабель та сотні веслярських суден (галер).
Під час Семирічної війни 1755—1763 років російський Балтійський флот активно діяв на Поморському узбережжі північної Німеччини та Пруссії, допомагаючи наземним військам опанувати Мемель у 1757 році та Кольберг в 1761 році. Ересунн був заблокований з моря з метою недопущення прориву Королівського флоту Великої Британії до Балтійського моря. Під час російсько-шведської війни 1788—1790 років флот, яким командував Самуїл Грейг, бився зі шведським флотом біля Гоґланду (1788) та під Виборгом (1790). 9 липня 1790 року російська флотилія вчинила стрімкий напад на шведські кораблі, втім у Другій Роченсальмській битві, що розв'язалася, зазнала нищівної поразки, що була справжньою катастрофою для російського флоту, який втратив близько 9500 з 14 000 людей і приблизно третину своєї флотилії. Російська поразка в цій битві фактично закінчила війну.

### XIX століття
Під час низки російсько-турецьких воєн XVIII та XIX століть (1710–1711, 1735–1739, 1768–1774, 1787–1792, 1806–1812, 1828–1829) сили Балтійського флоту здійснювали походи до Середземного моря, брали участь у Першій та Другій архіпелазьких експедиціях і завдали вирішальної поразки флоту Османської імперії в морських битвах при Чесмі (1770), у Дарданелл (1807), Афоні (1807) та Наварино (1827). Приблизно в ту ж епоху російський адмірал Іван Крузенштерн обійшов земну кулю, а інший офіцер Балтійського флоту — Фабіан Готліб фон Беллінсгаузен — виявив південний крижаний материк — Антарктиду.
У Кримській війні Балтійський флот, хоча і був пригнічений у своїх операціях відсутністю пароплавів — заважав британсько-французькому об'єднаному флоту окупувати Ханко, Свеаборг та Санкт-Петербург.
У 1861 році на озброєння Балтійського флоту надійшли перші броньовані кораблі. У 1863 році під час американської громадянської війни велика група кораблів флоту, включаючи флагман «Олександр Невський», здійснила похід до берегів Північної Америки. У 1869 році флот замовив першу башту на лінкорі у світі — на панцерник «Петр Великий». У другій половині XIX — початку XX століття була створена потужна мережа берегових артилерійських батарей для прикриття підходів до Петербурга, Риги та інших важливих баз.

### XX століття
Балтійський флот взяв помітну участь у російсько-японській війні. У вересні 1904 року після поразки 1-ї Тихоокеанської ескадри та Сибірської військової флотилії у боях проти Імперського флоту Японії з Балтійського моря була відправлена 2-га Тихоокеанська ескадра під командуванням адмірала Зіновія Рожественського. Здійснив довготривалий перехід з Балтики до Японського моря, 2-га ескадра була приречена зустрітися з японським флотом у Цусімській битві, де зазнала нищівної поразки. Поразка у цьому бою пришвидшила революційні процеси у Російській імперії та крах її монархічного устрою.
Після російсько-японської війни була реалізована нова програма військового кораблебудування — були закладені нові лінійні кораблі. Вже в 1906 році були спроектовані, а до 1912 року побудовані нові парові броненосці «Андрій Первозванний» і «Імператор Павло I». У 1906 році у Великій Британії був закладений, а в 1909 році увійшов до строю флагман Балтійського флоту — панцерний крейсер «Рюрик».

#### Перша світова війна
До початку воєнних дій російський Балтійський флот значно поступався німецькому кайзерівському флоту, тому усі плани будувалися з розрахунку на підтримку дій своїх наземних сил. Втім, кайзерівський флот для дій на Балтійському морі обмежився незначним угрупованням бойових кораблів, яке виконувало другорядні завдання. З початку серпня 1914 року розпочалися бойові дії, які скоріше мали характер розвідки боєм, ніж повномасштабних бойових зіткнень флотів двох держав. У грудні 1914 року до складу Балтійського флоту увійшла серія з чотирьох російських найсучасніших лінійних кораблів «Полтава», «Гангут», «Петропавловськ» і «Севастополь», що докорінним чином змінило розклад сил в акваторії моря. За кампанію 1914 року російський Балтійський флот перейшов від пасивного очікування противника в гирлі Фінської затоки до активних дій у всій акваторії моря.
У 1915 році німецький флот, зосереджуючи основні зусилля на підтримці своїх військ, що наступали вздовж Курляндського узбережжя, перекинув з Північного моря до Балтики велике з'єднання лінійних кораблів, крейсерів і ескадрених міноносців. Наслідком чого стали зіткнення з російським флотом у Готландському бою та бою в Ризькій затоці. Невдала операція по прориву в Ризьку затоку змусила німців тимчасово відмовитися від активних дій і до кінця кампанії 1915 року перейти до оборонних та демонстративних дій. Натомість, Балтійський флот скористався поліпшенням оперативної обстановки й розгорнув боротьбу на німецьких морських комунікаціях, використовуючи підводні човни, надводні кораблі й мінну зброю.
До початку кампанії 1916 року німецьке верховне командування повернуло лінійні з'єднання флоту, що діяли на Балтиці, в Північне море. Але, Балтійський флот попри величезну перевагу росіян над противником, що утворилася, ніяких активних дій по суті не планував, продовжуючи перебувати в пасивному стані. Єдиним серйозним зіткненням став рейдовий наліт російських кораблів на німецький конвой у шведській бухті Норрчепінг у червні 1916 року, що завершився провалом.
Кампанія 1917 року увінчалася повним успіхом німецького флоту. Російський флот продовжував перебувати в пасивному стані, не вживаючи жодних спроб вести активні бойові дії на морі. До того ж льодова обстановка взимку та навесні не сприяла проведенню масштабних військових дій. Але, вирішальним фактором стало те, що в Російській імперії вибухнула гостра політична криза, яка наприкінці лютого — початку березня 1917 року призвела до повалення російської монархії і створення Тимчасового уряду.